# Kaméleonfélék
A kaméleonfélék (Chamaeleonidae) a hüllők (Reptilia) osztályába a  pikkelyes hüllők (Squamata) rendjébe és a gyíkok (Sauria)  alrendjébe tartozó család. Ragadozó.

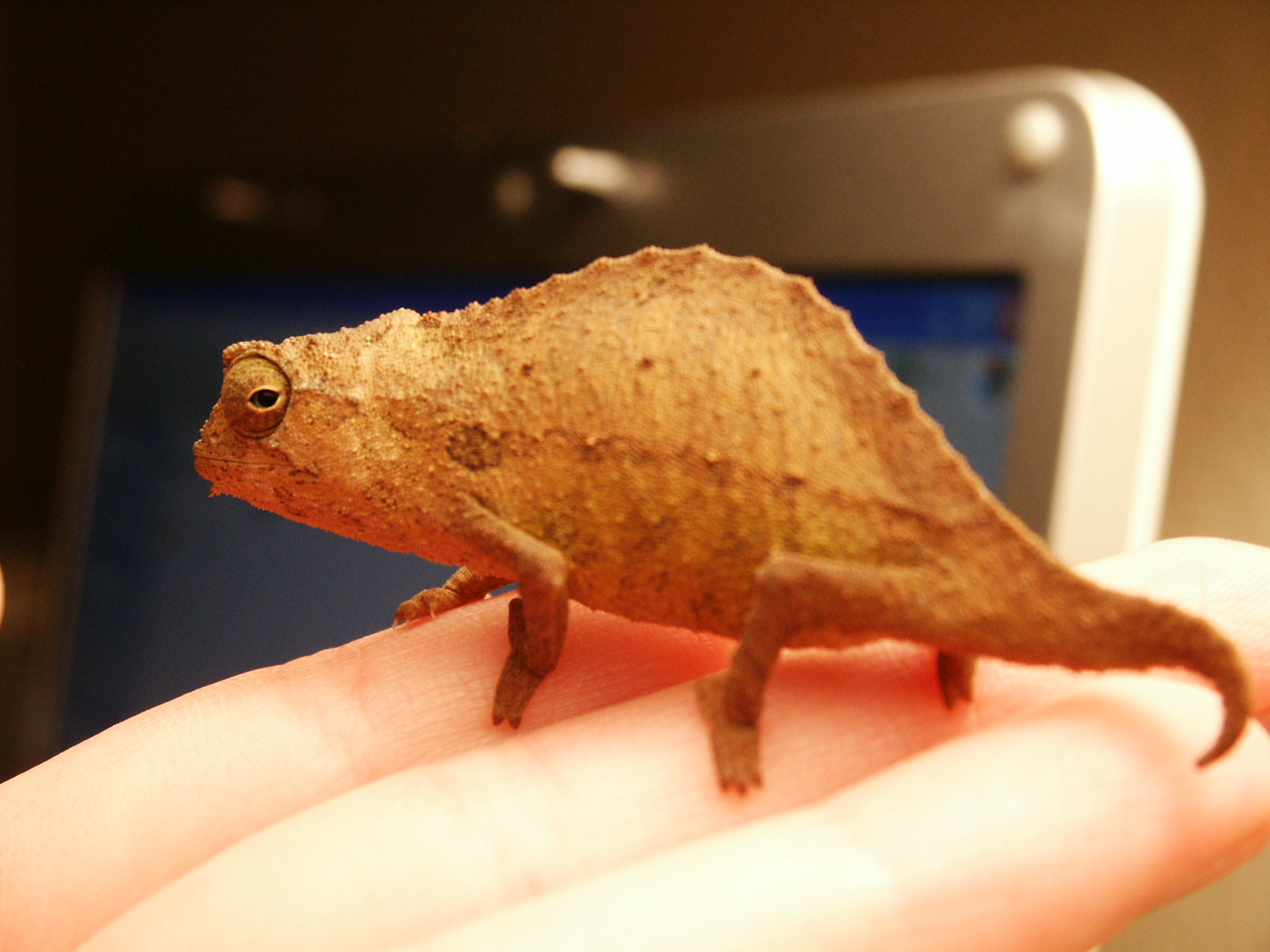
Rhampholeon brevicaudatus

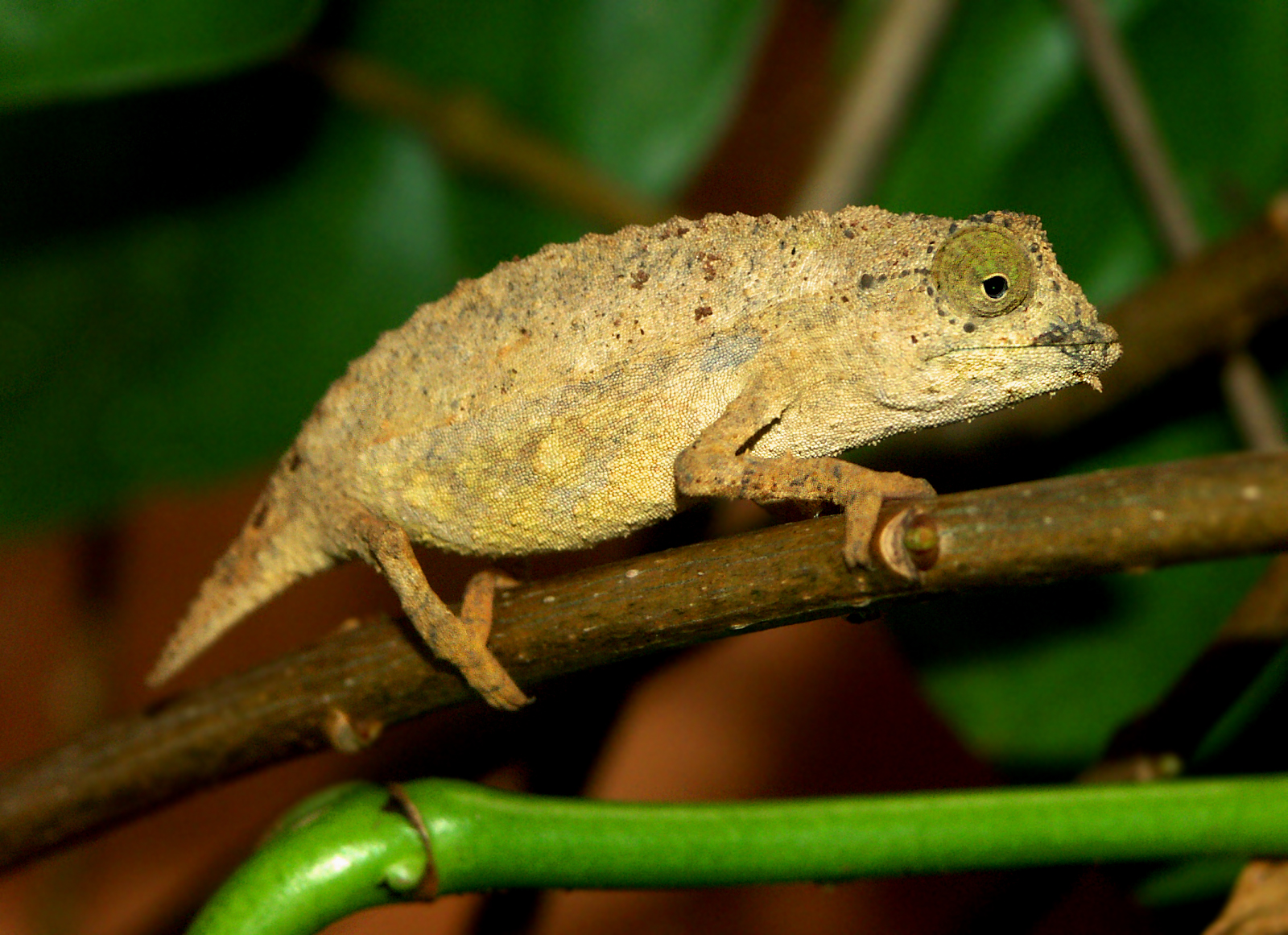
Rieppeleon brevicaudatus

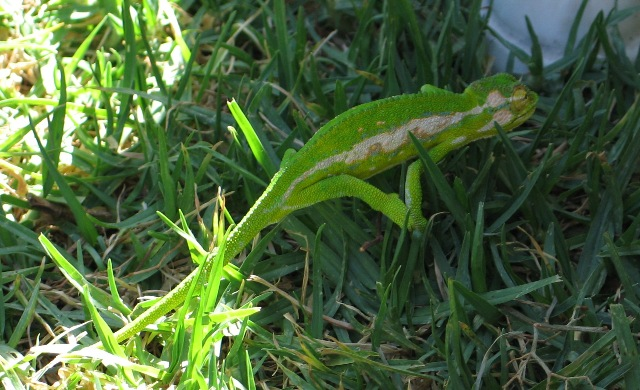
Bradypodion pumilum

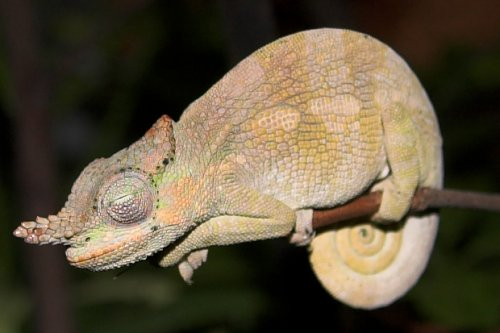
Bradypodion tavetanum

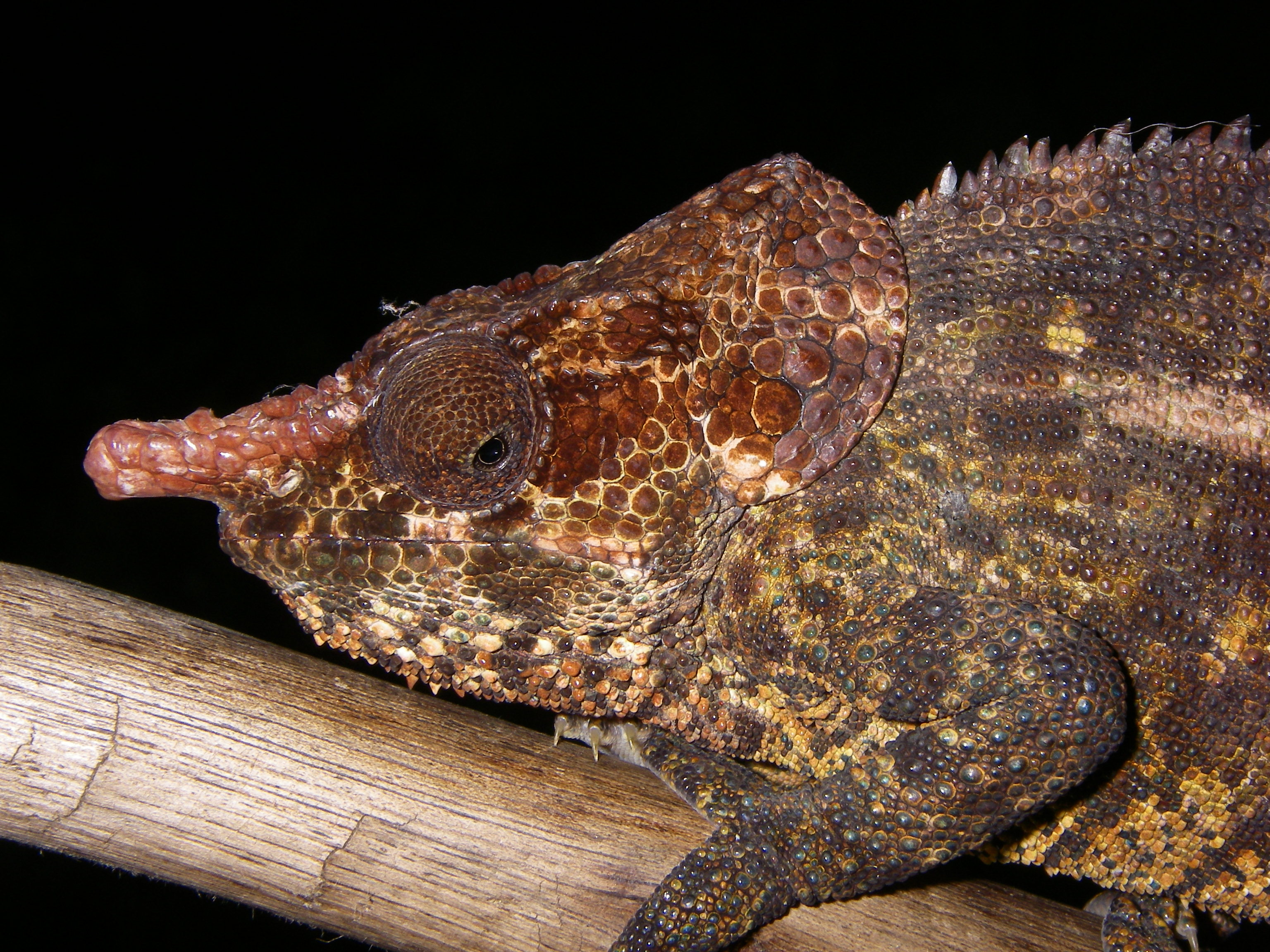
Calumma crypticum

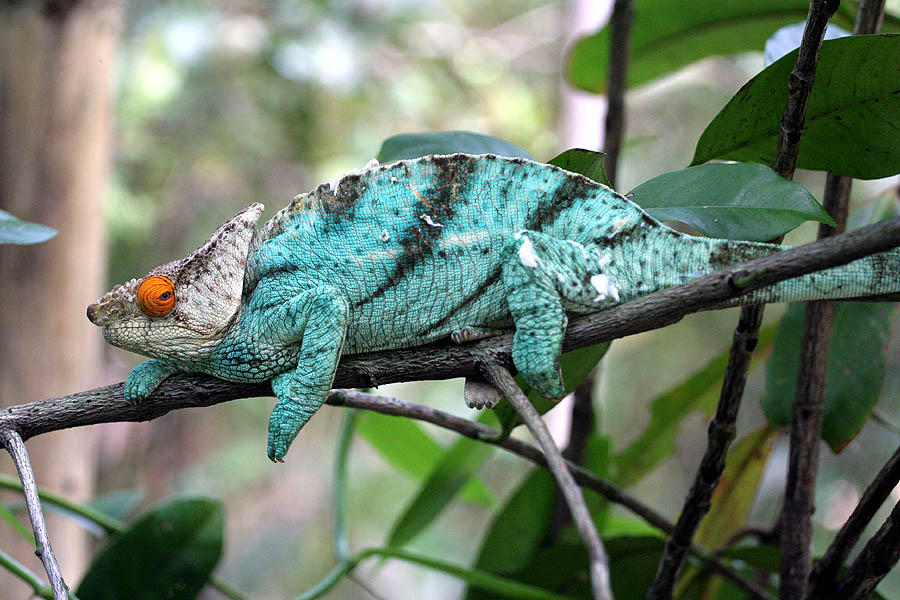
Egyszarvú kaméleon (Calumma parsonii)

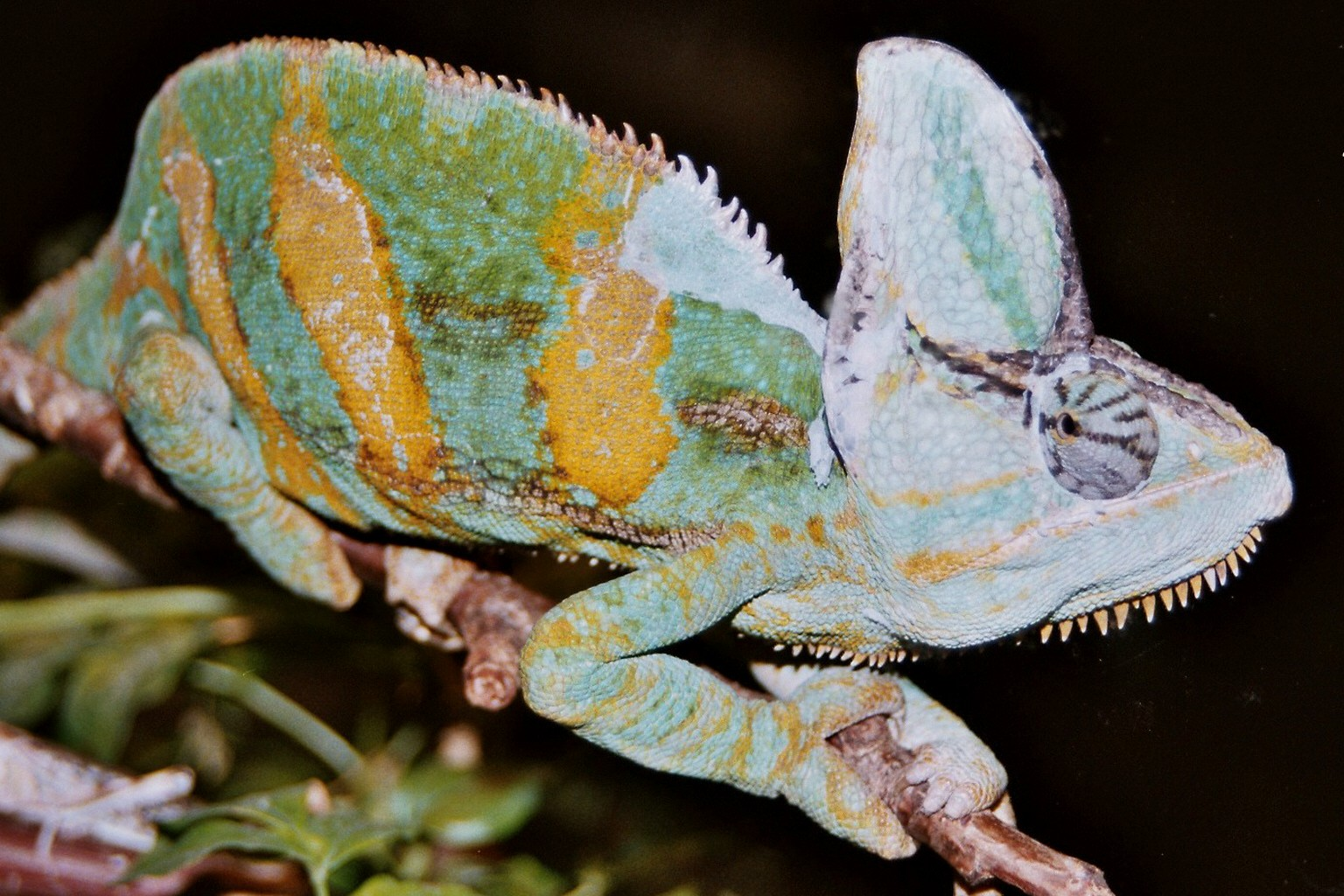
Sisakos kaméleon (Chamaeleo calyptratus)

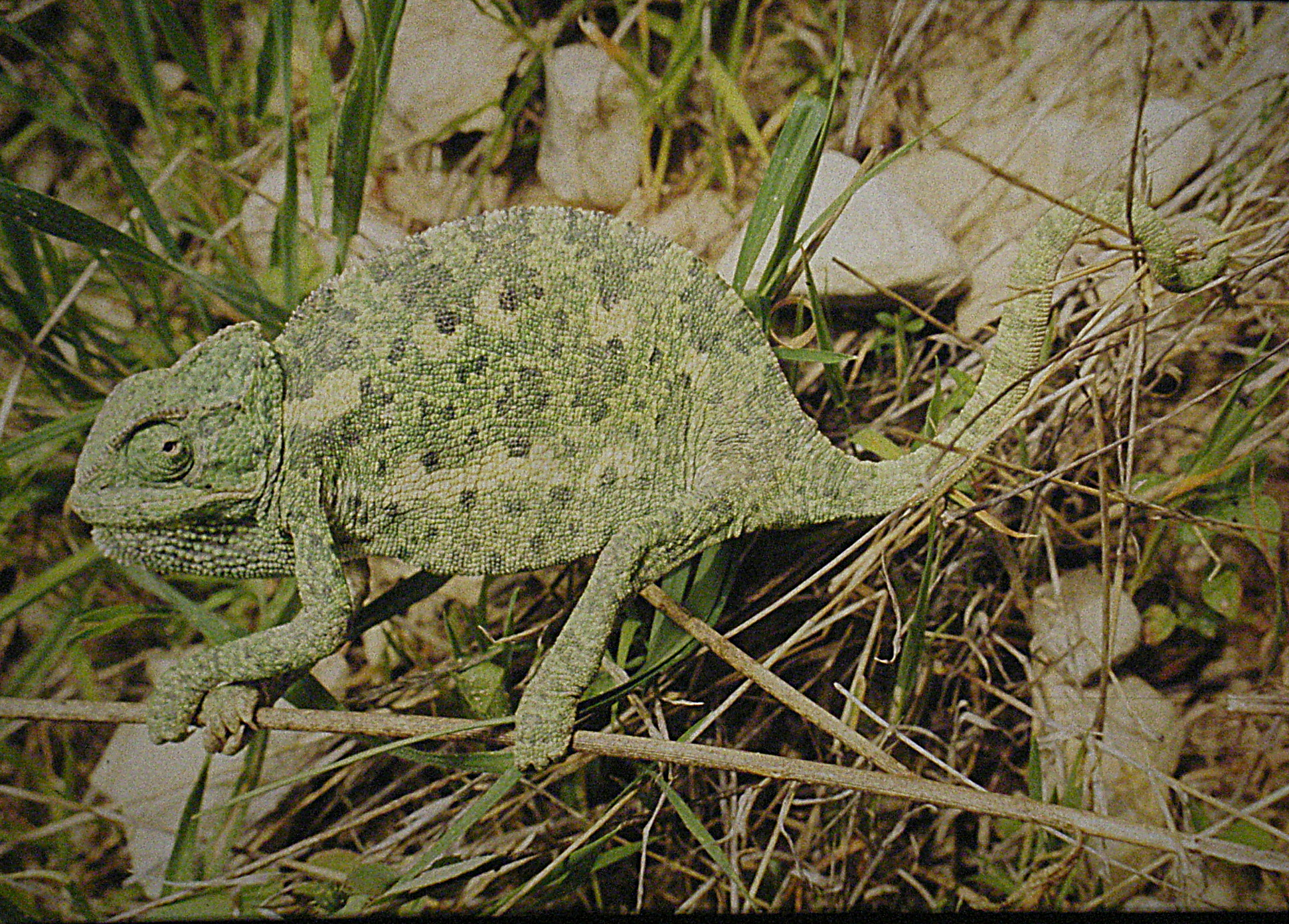
Európai kaméleon (Chamaeleo chamaeleon)

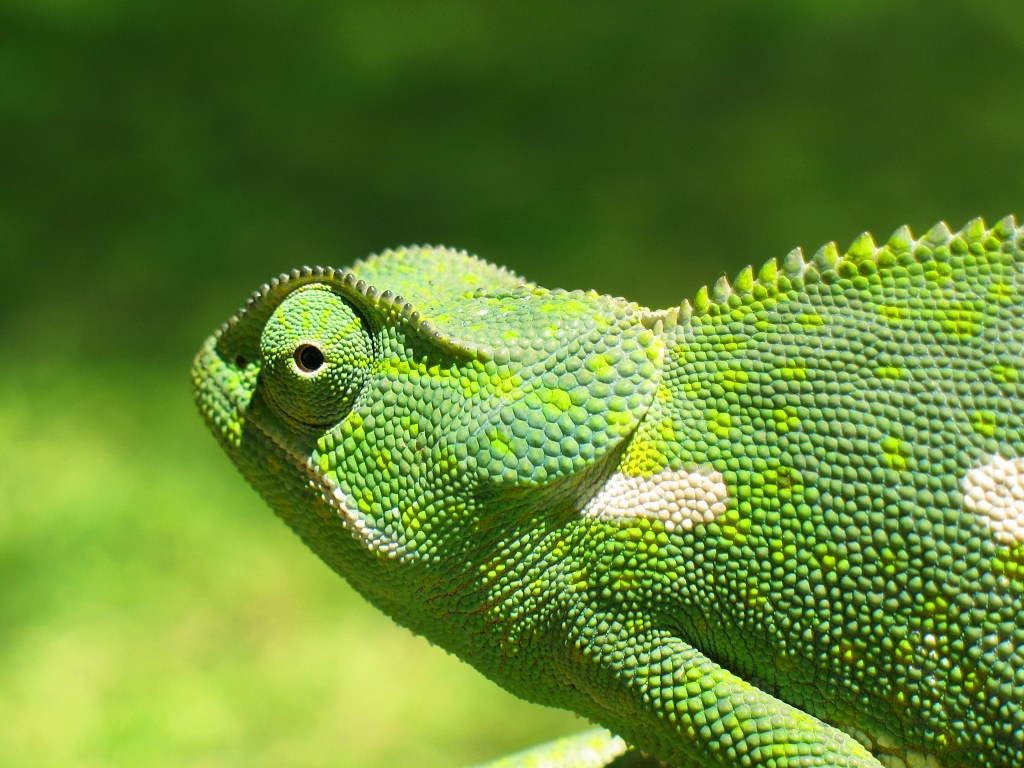
Laposfejű kaméleon (Chamaeleo dilepis)

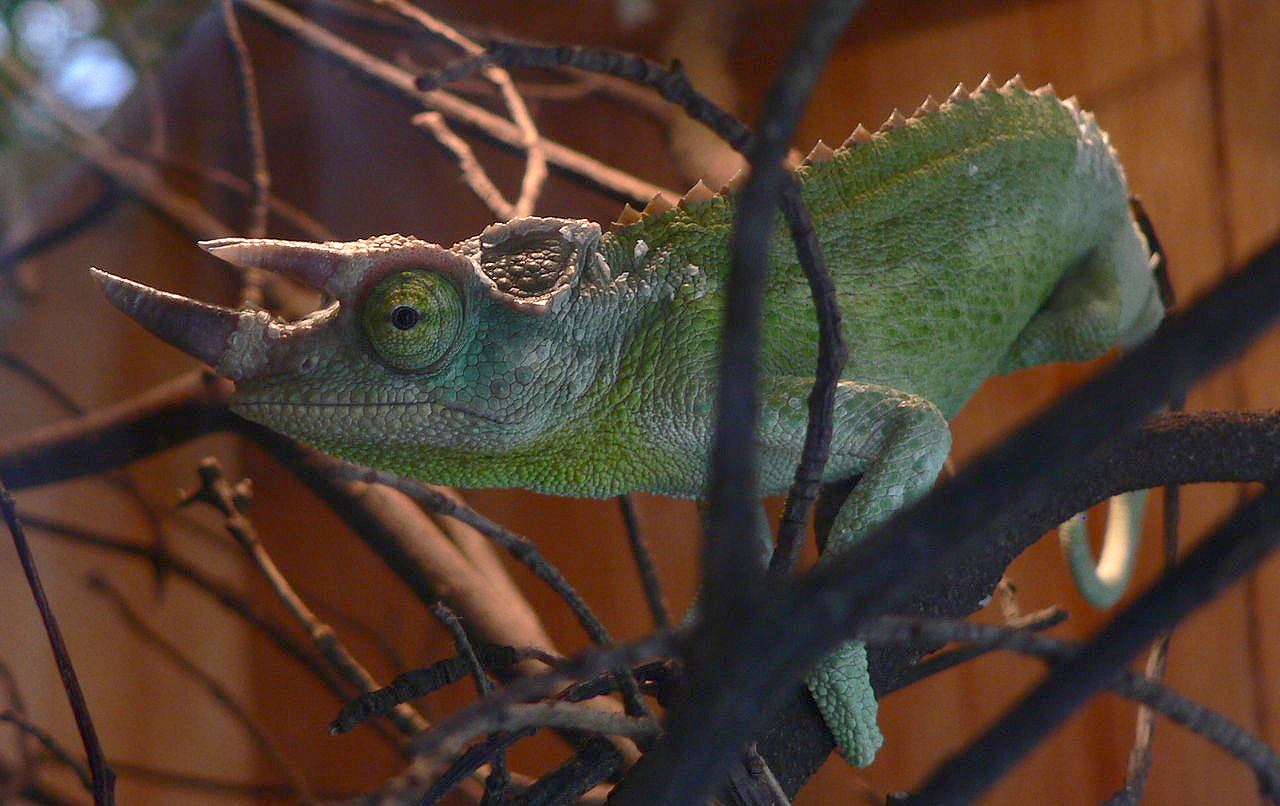
Háromszarvú kaméleon (Chamaeleo jacksonii)

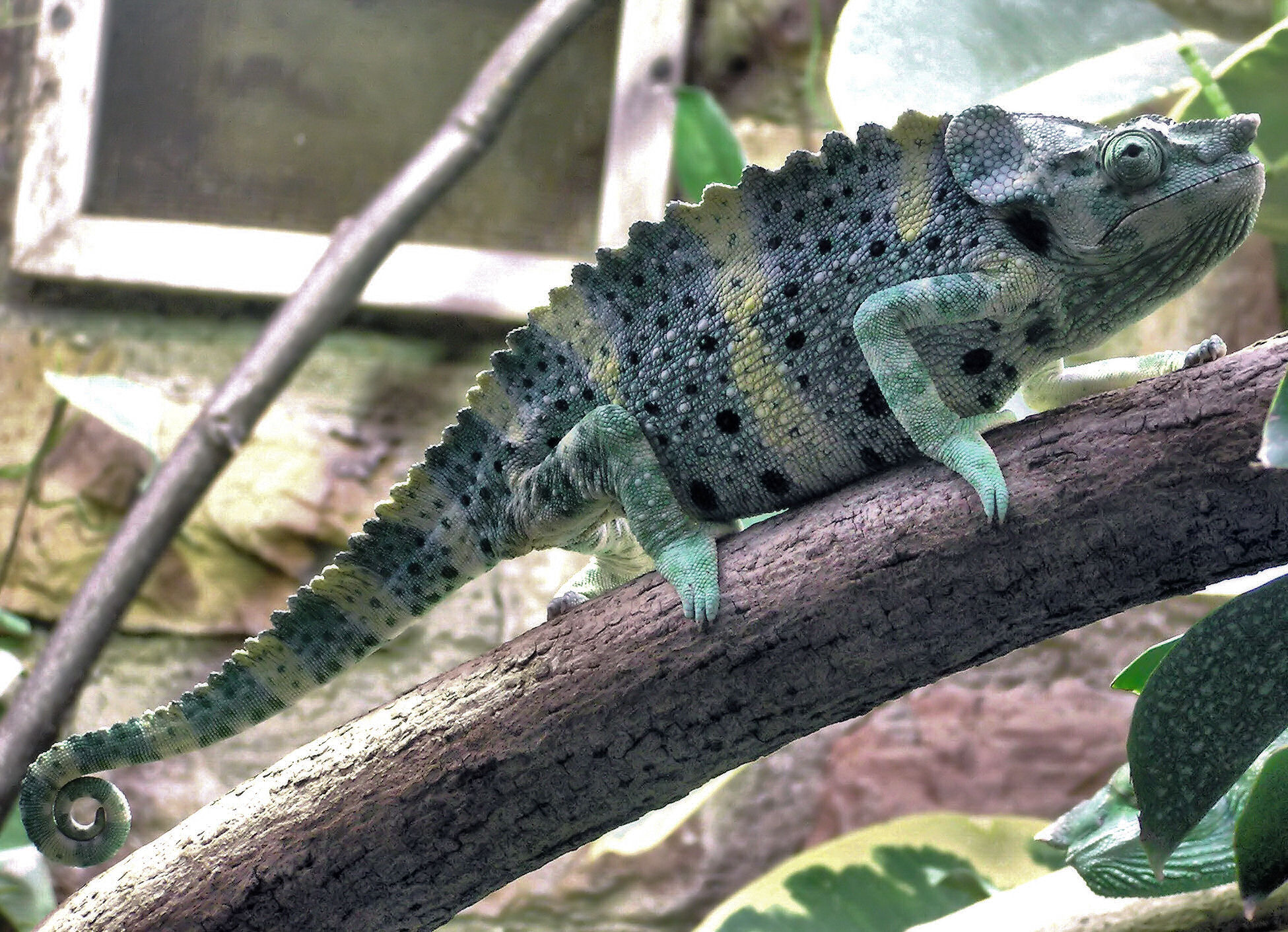
Meller-kaméleon (Chamaeleo melleri)

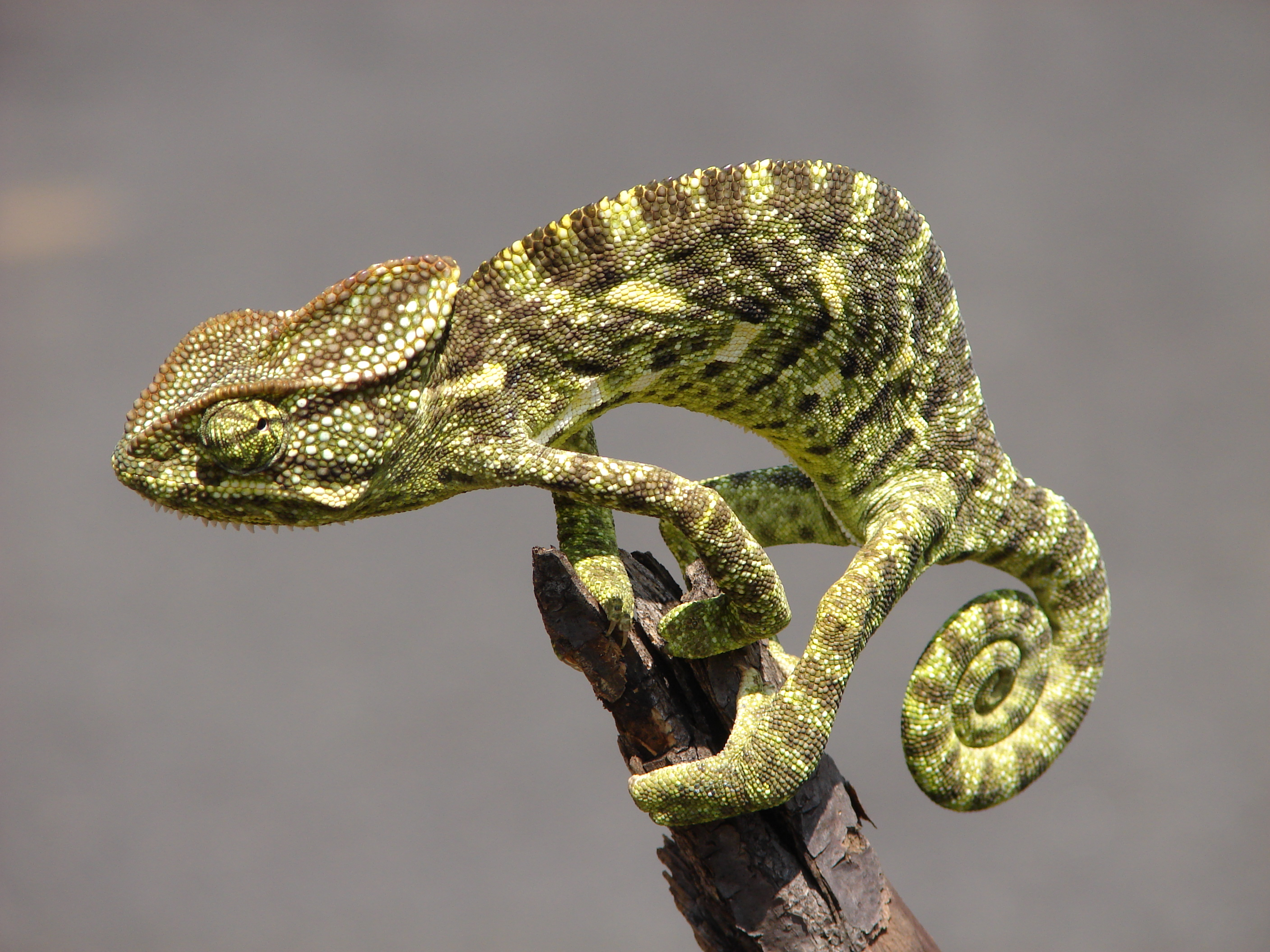
Chamaeleo zeylanicus

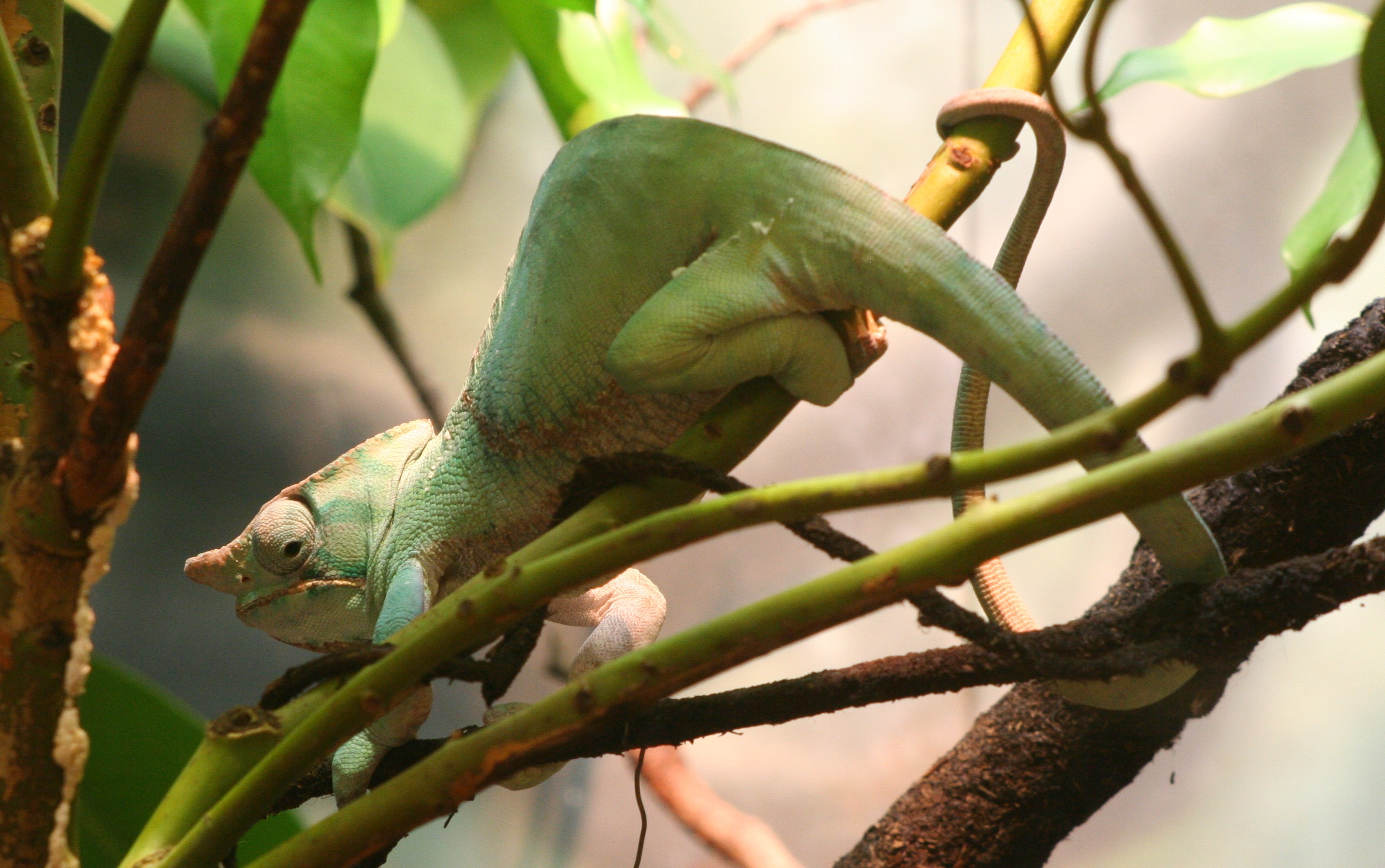
Furcifer balteatus

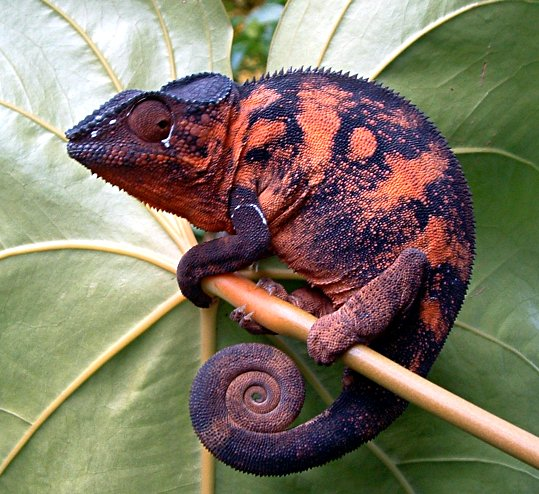
Párduckaméleon (Furcifer pardalis)

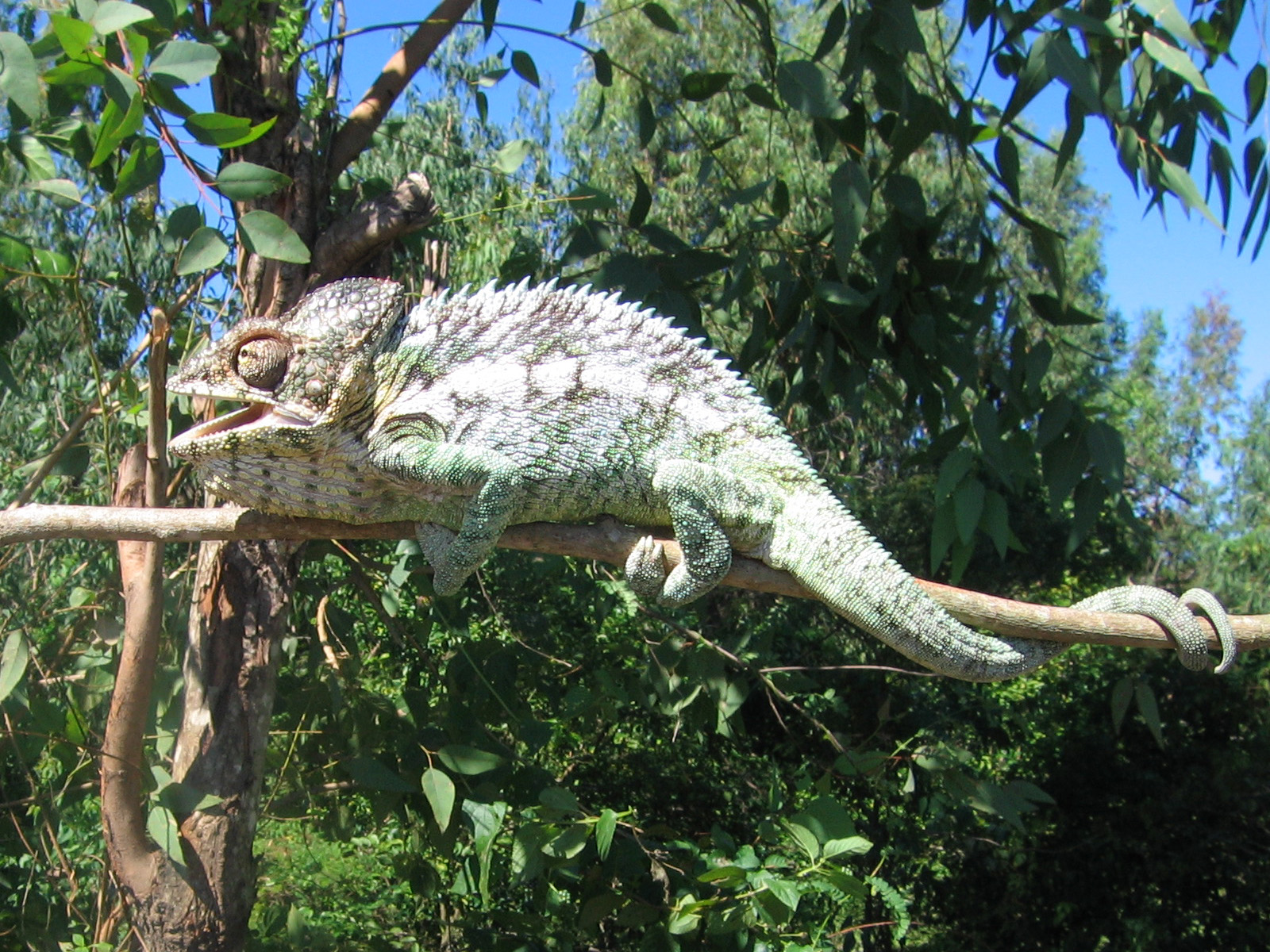
Furcifer verrucosus

2 alcsalád, 10 nem és 190 faj tartozik a családba.

## Rendszerezés
A családba az alábbi alcsaládok, nemek és fajok tartoznak

### Brookesiinae
A Brookesiinae alcsaládba 3 nem és 43 faj tartozik.   
- Brookesia (Gray, 1865) – 26 faj
  - Brookesia ambreensis
  - Brookesia antakarana
  - Brookesia bekolosy
  - Brookesia betschi
  - Brookesia bonsi
  - Brookesia brygooi
  - Brookesia decaryi
  - Fogas kaméleon (Brookesia dentata)
  - Brookesia ebenaui
  - Brookesia exarmata
  - Brookesia griveaudi
  - Brookesia karchei
  - Brookesia lambertoni
  - Brookesia lineata
  - Brookesia lolontany
  - Brookesia micra
  - Törpe kaméleon (Brookesia minima)
  - Brookesia nasus
  - Fegyveres levélkaméleon (Brookesia perarmata)
  - Tömpefarkú törpekaméleon (Brookesia peyrierasi)
  - Levélutánzó kaméleon (Brookesia stumpffi)
  - Brookesia superciliaris
  - Brookesia therezieni
  - Brookesia thieli
  - Púpos kaméleon (Brookesia tuberculata)
  - Brookesia vadoni
  - Brookesia valerieae

- Rhampholeon (Günther, 1874) – 14 faj
  - Rhampholeon acuminatus
  - Rhampholeon beraduccii
  - Rhampholeon boulengeri
  - Rhampholeon chapmanorum
  - Rhampholeon gorongosae
  - Dél-afrikai törpekaméleon (Rhampholeon marshalli)
  - Rhampholeon moyeri
  - Rhampholeon nchisiensis
  - Rhampholeon platyceps
  - Kameruni törpekaméleon (Rhampholeon spectrum)
  - Rhampholeon spinosus
  - Rhampholeon temporalis
  - Rhampholeon uluguruensis
  - Rhampholeon viridis

- Rieppeleon (Matthee, Tilbury & Townsend, 2004) – 3 faj
  - Rieppeleon brachyurus
  - Rövidfarkú törpekaméleon (Rieppeleon brevicaudatus)
  - Rieppeleon kerstenii

### Chamaeleoninae
A Chamaeleoninae alcsaládba 7 nem és 147 faj tartozik.
- Bradypodion (Fitzinger, 1843) – 14 faj
  - Bradypodion caffer'
  - Bradypodion damaranum
  - Bradypodion dracomontanum
  - Falánk törpekaméleon (Bradypodion gutturale)
  - Bradypodion kentanicum
  - Feketefejű törpekaméleon (Bradypodion melanocephalum)
  - Zuluföldi törpekaméleon (Bradypodion nemorale)
  - Nyugati törpekaméleon (Bradypodion occidentale)
  - Kalapos törpekaméleon (Bradypodion pumilum)
  - Setaro-törpekaméleon (Bradypodion setaroi)
  - Bradypodion taeniabronchum
  - Középföldi törpekaméleon (Bradypodion thamnobates)
  - Bradypodion transvaalense
  - Déli törpekaméleon (Bradypodion ventrale)

- Calumma (Gray, 1865) – 31 faj
  - Calumma amber
  - Calumma andringitraense
  - Calumma boettgeri
  - rövidszarvú kaméleon (Calumma brevicorne)
  - Calumma capuroni
  - Calumma crypticum
  - Calumma cucullatum
  - Calumma fallax
  - Calumma furciferum
  - Calumma gallus
  - Calumma gastrotaenium
  - Calumma glawi
  - Calumma globiferum
  - Calumma guibei
  - Calumma guillaumeti
  - Calumma hafahafa
  - Calumma hilleniusi
  - Calumma jejy
  - Calumma linotum
  - Calumma malthe
  - Calumma marojezense
  - Calumma nasutum
  - O'Shaughnessy-kaméleon (Calumma oshaughnessyi)
  - Egyszarvú kaméleon (Calumma parsonii)
  - Calumma peltierorum
  - Calumma peyrierasi
  - Calumma tigris
  - Calumma tsaratananense
  - Calumma tsycorne
  - Calumma vatosoa
  - Calumma vencesi

- Chamaeleo (Laurenti, 1768) – 14 faj

- Furcifer Fitzinger, 1843 – 24 faj

- Kinyongia Tilbury, Tolley & Branch, 2006 – 23 faj

- Nadzikambia (Tilbury, Tolley & Branch, 2006) – 1 faj
  - Nadzikambia mlanjensis

- Trioceros Swainson, 1839 – 40 faj